# Улица Константина Данькевича
Улица Константина Данькевича (укр. Вулиця Костянтина Данькевича) — улица в Деснянском районе города Киева. Пролегает от улицы Николая Закревского до улицы Оноре де Бальзака, исторически сложившаяся местность (район) Вигуровщина-Троещина.
Примыкает проспект Червоной Калины.
По названию улицы именуются остановки общественного транспорта.

## История
В 1982 году село Троещина было включено в состав города Киева, со временем усадебная застройка была ликвидирована в связи со строительством нового жилого массива. 
Новая улица А была проложена в 1980-е годы. Непарная сторона улицы начала застраиваться в 1988 году на территории жилого массива Троещина в Днепровском районе.
18 августа 1987 года улица получила современное название — в честь советского украинского композитора, Народного артиста СССР Константина Фёдоровича Данькевича, согласно Решению исполнительного комитета Киевского городского совета депутатов трудящихся № 841 «Про переименование новых улиц улиц города Киева».
Согласно топографической карте M-36-050, к 1991 году улица была проложена в современных размерах и застроена была только непарная сторона. Парная сторона конца улицы была застроена позже, в начале улицы был разбит Молодёжный парк. В 2010 году были введены в эксплуатацию четыре 23-этажных дома.   

## Застройка
Улица пролегает в северо-западном направлении. Улица имеет по одному ряду движения в обе стороны. 
Парная и непарная стороны улицы заняты многоэтажной жилой застройкой и учреждениями обслуживания — микрорайоны №№ 11 и 9 жилого массива Вигуровщина-Троещина. Непарная сторона занята 10-16-этажными домами, парная — 20-23-этажными домами.
Учреждения:
1. дом № 4 — санитарно-эпидемиологическая станция Деснянского района
2. дом № 4А — Киевская муниципальная украинская академия танца имен  Сержа Лифаря, Городское творческое учебное заведение Вдохновение, детская школа искусств № 7
3. дом № 5 — школа № 292
4. дом № 13 — гимназия № 283